# Kromawiczy
Kromawiczy (biał. Кромавічы; ros. Кромовичи, Kromowiczi) – wieś na Białorusi, w obwodzie witebskim, w rejonie dokszyckim, w sielsowiecie Biarozki. W 2009 roku liczyła 44 mieszkańców.